# Leonard Chess
Leonard Chess (12 maart 1917 - 16 oktober 1969) was een Amerikaans producer van bluesmuziek.
Leonard Chess werd geboren als Lejzor Czyz in de joodse gemeenschap Motal, toen nog in Polen maar wat tegenwoordig in Wit-Rusland ligt.
Hij kwam samen met zijn moeder, zus en broer in de herfst van 1928 in de Verenigde Staten aan. Zij voegden zich bij vader in de oudijzerhandel. In de daarop volgende 40 jaar ontwikkelde Leonard Chess een miljoenenbedrijf dat drie generaties van nationaal en internationaal bekende artiesten beïnvloedde.
De familienaam Czyz werd bij immigratie als Chess opgetekend en zijn broer Fiszel heette sinds die tijd Philip Chess.
Via omzwervingen in de drankhandel belandden Leonard en Philip in de horeca. Ze bezaten een aantal cafés in de zwarte getto's van Zuid-Chicago en kregen uiteindelijk ook de nachtclub Macomba Lounge Thirty-ninth and South Cottage Grove Avenue in handen.
Hier kregen ze te maken met bluesartiesten, veelal zwarte voormalige landarbeiders, uit de zuidelijke staten Mississippi, Alabama en Tennessee, die hun toevlucht en geluk als artiest in Chicago zochten.
Leonard, het zakelijk type van de broers, zag mogelijkheden deze muziek bij het grote publiek te brengen en stak zijn nek uit. Hij begreep aanvankelijk niet veel van blues muziek maar samen met Muddy Waters kreeg hij voet aan de grond. Hij had uiteindelijk succes en bepaalde zijn koers. In 1950 kocht hij zijn eigen label Chess Records. Hij schakelde onder anderen Sam Phillips in om onbekende artiesten uit het zuiden te scouten en kreeg zo ook met ander talent succes. 
Enkele namen waarmee Leonard Chess begin jaren vijftig succes had, waren Muddy Waters, Howlin' Wolf, Ike Turner, Chuck Berry, Etta James en Bo Diddley.
In 1963 kocht Leonard het radiostation WVON in Chicago. Dit was een succes en in 1968 kocht hij een tweede station WFOX in Milwaukee, waarvan hij de naam omdoopte in WNOV.
Leonards droom om na radio nu ook televisie te gaan doen eindigde op 52-jarige leeftijd met een fatale hartaanval op 16 oktober 1969. Chess Records groeide uit tot een imperium en werd in 1969 verkocht voor 6,5 miljoen dollar.
In 2008 verscheen de film Cadillac Records, die gebaseerd is op de beginjaren en de groei van Chess Records. 